# Šišov
Šišov je obec na Slovensku v okrese Bánovce nad Bebravou. Rozloha katastrálního území činí 9,63 km². Žije zde 510 obyvatel. První písemná zmínka o obci pochází z roku 1113.
V obci se nachází římskokatolický kostel Povýšení svatého Kříže z roku 1780.